# The Wonder Years (TV-serie)
The Wonder Years är en amerikansk drama- och komediserie från 2021 skapad av Saladin K. Patterson. I USA hade serien premiär i september 2021. Första säsongen bestod av 22 avsnitt. Serien kommer att få en andra säsong med planerad premiär i 14 juni 2023. Serien är inspirerad av den amerikanska TV-serien med samma namn som i Sverige fick titeln En härlig tid.

## Handling
Serien kretsar kring den svarta medelklassfamiljen Williams liv under sena 1960-talet i Montgomery, Alabama. Serien berättas ur 12-åriga sonens Deans synvinkel och kommenteras av den vuxne Dean.

## Rollista (i urval)
- Elisha "EJ" Williams – Dean Williams
  - Don Cheadle – berättare (vuxne Dean)
- Dulé Hill – Bill Williams
- Saycon Sengbloh – Lillian Williams
- Laura Kariuki – Kim Williams
- Amari O'Neil – Cory Long
- Julian Lerner – Brad Hitman
- Milan Ray – Keisa Clemmons
- Caleb Black – Norman
- Allen Maldonado – tränare Long